# طريقة الصلابة المباشرة
طريقة الصلابة المباشرة (بالإنجليزية: Direct stiffness method)‏ هي واحدة من أساليب التحليل الإنشائي، التي تُعرف أيضا باسم مصفوفة الصلابة، هي مناسبة لتحليل الهياكل الإنشائية باستخدام الحاسوب بما في ذلك الهياكل غير المحددة استاتيكيا. هذا الأسلوب يستخدم صلابة عناصر المبني في حساب القوي الداخلية والإزاحات. في تطبيق الأسلوب يجب عرض نظام المبني كمجموعة من عناصر بسيطة مترابطة عند عقد. خواص صلابة هذه العناصر تُجمع في مصفوفة واحدة تحكم السلوك المثالي للمبني.

## التاريخ
بين عامي 1934 و 1938 قام A. R. Collar وW. J. Dunken بنشر أوراقهم البحثية الأولي مع المصطلحات لأنظمة المصفوفة التي تستخدم اليوم.
استمر البحث خلال الحرب العالمية الثانية ولكن القيود الصحافة والنشر بين 1938-1947 جعلت هذا العمل صعب الأستمرار. بعد ذلك حدث تقدم كبير في مصفوفة التحليل الأنشائي من 1954 إلي عام 1955 عندما وضع أستاذ جون أرجيريس مفهوم تجميع مكونات عناصر المبني إلى نظام من المعادلات.
وأخيرا يوم 6 نوفمبر 1959 نشرت MJ تيرنر وثيقة توضح طريقة صلابة المباشر نموذجا فعالا لتحليل المنشأت باستخدام الكمبيوتر.

## علاقات صلابة العناصر الأنشائية
المعادلة العامة:
{\displaystyle \mathbf {Q} ^{m}=\mathbf {k} ^{m}\mathbf {q} ^{m}+\mathbf {Q} ^{om}\qquad \qquad \qquad \mathrm {(1)} }
حيث
m = رقم العنصر
{\displaystyle \mathbf {Q} ^{m}} = القوي الداخلية
{\displaystyle \mathbf {k} ^{m}} = مصفوفة الصلابة التي توضح مقاومة العنصر لتشويه
{\displaystyle \mathbf {q} ^{m}} = الأزاحات
{\displaystyle \mathbf {Q} ^{om}} = القوي الخارجية (الأحمال أو درجة الحرارة)

## صلابة النظام الأنشائي
النظام مع العديد من العناصر المترابطة في نقاط تسمى العقد، وصلابة هذة العناصر مثل المعادلة (1) يمكن أن تكون متكاملة من خلال الاستفادة من الملاحظات التالية:
- يمكن التعبير عن التشوهات {\displaystyle \mathbf {q} ^{m}} من حيث نظام الأزاحات عند العقد r لضمان التوافق بين العناصر. وهذا يعني أن r ستكون المجهول الأولي.
- تقوم القوي الداخلية {\displaystyle \mathbf {Q} ^{m}} بالحفاظ على العقد في توازن تحت القوي العقدية R وهذا يعني أن الجانب الأيمن (1) سوف يتم تكاملها إلى الجانب الأيمن من معادلات التوازن العقدي للنظام بأكمله

{\displaystyle \mathbf {R} =\mathbf {Kr} +\mathbf {R} ^{o}\qquad \qquad \qquad \mathrm {(2)} }
حيث
{\displaystyle \mathbf {R} } = القوي العقدية تتمثل في القوي الخاريجية المعرضة لعقد النظام الأنشائي
{\displaystyle \mathbf {K} } = مصفوفة الصلابة
{\displaystyle \mathbf {r} } = الأزاحات
{\displaystyle \mathbf {R} ^{o}} = التأثيرات الخاريجية

## الحل
مصفوفة الصلابة K هي مصفوفة مربعة لأن R و r لهم نفس المقاس. بجانب أن {\displaystyle \mathbf {k} ^{m}} متامثلة. عندما يتم احتساب القيود في (2)، يتم العثور على النزوح العقدي من خلال حل نظام معادلات خطية (2) رمزيا:
{\displaystyle \mathbf {r} =\mathbf {K} ^{-1}(\mathbf {R} -\mathbf {R} ^{o})\qquad \qquad \qquad \mathrm {(3)} }
لاحقا القوات المميزة للعناصر يمكن إيجدها من المعادلة (1) حيث يمكن {\displaystyle \mathbf {q} ^{m}} العثور عليها من قبل r .

## الطريقة المباشرة لصلابة
من الشائع أن يكون المعادلة (1) في الشكل حيث {\displaystyle \mathbf {q} ^{m}} and {\displaystyle \mathbf {Q} ^{om}} على التوالي ونزوح نهايات العنصر ومطابقة القوي في اتجاه r و R.
في مثل هذه الحالة {\displaystyle \mathbf {K} } و {\displaystyle \mathbf {R} ^{o}} يمكن الحصول عليهم عن طريق الجمع المباشر للمصفوفات {\displaystyle \mathbf {k} ^{m}} و {\displaystyle \mathbf {Q} ^{om}}.هذة طريقة تعرف باسم الطريقة المباشرة للصلابة.
مميزات وعيوب هذة الطريقة تم مناقشتها في مقالة flexibility method.

## مثال

### انفصال
الخطوة الأولى عند استخدام طريقة الصلابة المباشر هو التعرف على العناصر الفردية التي تشكل الهيكل.
وبمجرد تحديد العناصر، يتم قطع الهيكل عند العقد (النقاط التي تربط العناصر المختلفة معا).
ثم يتم تحليل كل عنصر على حدة لحصول علي المعادلات الصلابة. ترتبط القوى والأزاحات من مصفوفة الصلابة التي تعتمد على هندسة وخصائص العنصر. في الجمالون ينقل القوي في الضغط أو الشد فقط. وهذا يعني أن في البعدين السين والصاد كل عقدة لها اثنين من درجات الحرية (DOF) النزوح الأفقي والرأسي.
{\displaystyle {\begin{bmatrix}f_{x1}\\f_{y1}\\f_{x2}\\f_{y2}\\\end{bmatrix}}={\begin{bmatrix}k_{11}&k_{12}&k_{13}&k_{14}\\k_{21}&k_{22}&k_{23}&k_{24}\\k_{31}&k_{32}&k_{33}&k_{34}\\k_{41}&k_{42}&k_{43}&k_{44}\\\end{bmatrix}}{\begin{bmatrix}u_{x1}\\u_{y1}\\u_{x2}\\u_{y2}\\\end{bmatrix}}}
وفي الإطار يكون قادر على تحمل الانحناء بالإضافة إلى ضغط وشد.وهذا يؤدي إلى ثلاث درجات الحرية من النزوح الأفقي والرأسي.فتكون المصفوفة 6*6
{\displaystyle {\begin{bmatrix}f_{x1}\\f_{y1}\\m_{z1}\\f_{x2}\\f_{y2}\\m_{z2}\\\end{bmatrix}}={\begin{bmatrix}k_{11}&k_{12}&k_{13}&k_{14}&k_{15}&k_{16}\\k_{21}&k_{22}&k_{23}&k_{24}&k_{25}&k_{26}\\k_{31}&k_{32}&k_{33}&k_{34}&k_{35}&k_{36}\\k_{41}&k_{42}&k_{43}&k_{44}&k_{45}&k_{46}\\k_{51}&k_{52}&k_{53}&k_{54}&k_{55}&k_{56}\\k_{61}&k_{62}&k_{63}&k_{64}&k_{65}&k_{66}\\\end{bmatrix}}{\begin{bmatrix}u_{x1}\\u_{y1}\\\theta _{z1}\\u_{x2}\\u_{y2}\\\theta _{z2}\\\end{bmatrix}}}

#### تجميع
بعدالأنتهاء من العلاقات الفردية لصلابة العنصر يجب أن يتم تجميعها في الهيكل الأصلي.الخطوة الأولى في هذه العملية هي تحويل هذة العلاقات الفردية في النظام العالمي لالهيكل كاملا.في حالة الجمالون، شكل العالمي لطريقة الصلابة تعتمد على زاوية العنصر فيما يتعلق نظام الإحداثيات العالمي (هذا النظام هو عادة الكرتيزي).
{\displaystyle {\begin{bmatrix}f_{x1}\\f_{y1}\\f_{x2}\\f_{y2}\\\end{bmatrix}}={\frac {EA}{L}}{\begin{bmatrix}c^{2}&sc&-c^{2}&-sc\\sc&s^{2}&-sc&-s^{2}\\-c^{2}&-sc&c^{2}&sc\\-sc&-s^{2}&sc&s^{2}\\\end{bmatrix}}{\begin{bmatrix}u_{x1}\\u_{y1}\\u_{x2}\\u_{y2}\\\end{bmatrix}}{\begin{array}{r }s=\sin \beta \\c=\cos \beta \\\end{array}}}
 (for a truss element at الزاوية β)
بشكل مكافئ،
{\displaystyle \left[{\begin{array}{c}f_{x1}\\f_{y1}\\\hline f_{x2}\\f_{y2}\\\end{array}}\right]={\frac {EA}{L}}\left[{\begin{array}{c c|c c}c_{x}c_{x}&c_{x}c_{y}&-c_{x}c_{x}&-c_{x}c_{y}\\c_{y}c_{x}&c_{y}c_{y}&-c_{y}c_{x}&-c_{y}c_{y}\\\hline -c_{x}c_{x}&-c_{x}c_{y}&c_{x}c_{x}&c_{x}c_{y}\\-c_{y}c_{x}&-c_{y}c_{y}&c_{y}c_{x}&c_{y}c_{y}\\\end{array}}\right]\left[{\begin{array}{c}u_{x1}\\u_{y1}\\\hline u_{x2}\\u_{y2}\\\end{array}}\right]}
حيث
{\displaystyle c_{x}} و {\displaystyle c_{y}} هما مكونات متجه وحدة تتماشى مع العنصر.هذا النموذج يكشف عن كيفية تعميم صلابة العنصر إلى 3-D دعامات في الفراغ ببساطة عن طريق تمديد النمط الذي هو واضح في هذه الصيغة.
بعد تطوير مصفوفة الصلبة في نظام الإحداثيات العالمي، لا بد من دمجها في مصفوفة واحدة بالنظام العالمي. عند دمج هذه المصفوفات معا هناك نوعان من القواعد التي يجب اتباعها توافق الإزاحات وقوة التوازن في كل عقدة عن طريق ربط عنصر نزوح العقدي إلى نزوح العقدي العالمي.
الإزاحات والقوي كلهما يحتويان على درجة واحدة من الحرية في الهيكل.يتم دمج المصفوفات الصلابة من خلال زيادة أو توسيع كل مصفوفة في التشكل إلى إزاحات وتحميل بالنظام العالمي.
{\displaystyle k^{(1)}={\frac {EA}{L}}{\begin{bmatrix}1&0&-1&0\\0&0&0&0\\-1&0&1&0\\0&0&0&0\\\end{bmatrix}}\rightarrow K^{(1)}={\frac {EA}{L}}{\begin{bmatrix}1&0&-1&0&0&0\\0&0&0&0&0&0\\-1&0&1&0&0&0\\0&0&0&0&0&0\\0&0&0&0&0&0\\0&0&0&0&0&0\\\end{bmatrix}}}
(for element (1) of the above structure)
وأخيرا، تم بناء مصفوفة صلابة العالمية.

##### الأجابة
عند بناء المصفوفة العالمية للصلابة والإزاحات، والقوي، يمكن التعبير عن النظام بالكامل باستخدام معادلة مصفوفة واحدة.
تم معرفة كل درجة حرية في الهيكل، أما اللإزاحة أو القوة.
بعد إدراج القيمة المعروفة لكل درجة من الحرية، معادلة الصلابة الرئيسية كاملة وجاهزة ليتم تقييمها.وهناك العديد من الأساليب المختلفة المتاحة لتقييم معادلة المصفوفة تشمل ولكن لا تقتصر على التحلل تشوليسكي وتقييم القوة الغاشمة لأنظمة من المعادلات.إذا كان الهيكل ليس مقيد بشكل صحيح، تطبيق القوي سوف يؤدي إلى حركة فيجب أن تضاف شروط دعم إضافية.
الطريقة الموضحة في هذا القسم هي لمحة عامة عن الأسلوب المباشر للصلابة. وينبغي الأطلاع علي مصادر إضافية لمزيد من التفاصيل حول هذه العملية فضلا عن الافتراضات بشأن خصائص المواد المتأصلة في العملية.

## تطبيقات
طريقة  المباشرة للصلابة  وضعت خصيصا لتنفذ بسهولة إلى باستخدام البرامج الحاسوبية لتقييم الهياكل المعقدة التي تحتوي على عدد كبير من العناصر.اليوم، تقريبا كل حلال يعتمد علي الطريقة المباشرة لصلابة. بينما كل برنامج يستخدم نفس العملية، وتم تبسيط الكثي تقليل الوقت والذاكرة المطلوبة. واحدة من أكبر التخصصات للاستفادة من طريقة صلابة المباشر هو مجال التحليل الإنشائي حيث تم دمج هذه الطريقة في صناعة البرمجيات النمذجة.البرنامج يتيح للمستخدمين عمل نموذج لهيكل، بعد أن يحدد المستخدم خصائص المواد لالعناصر، فيقوم البرنامج بتوليد علاقات العالمية بين العنصر والصلابة تلقائيا.عندما يتم تطبيق مختلف ظروف التحميل، يقوم البرنامج بتقييم الهيكل ويولد الانحرافات للمستخدم.